# Troye Sivan
Troye Sivan Mellet, bekend als Troye Sivan (Johannesburg, 5 juni 1995), is een Australisch jeugdacteur, model en singer-songwriter. Hij verwierf bekendheid door rollen te spelen in de X-Men Origins: Wolverine en de Spud filmtrilogie.

## Levensloop

### Jonge jaren
Mellet werd geboren in Johannesburg, Zuid-Afrika. Hij emigreerde naar Perth, Australië, samen met zijn ouders en drie broers. Hij is van Joodse afkomst en ontving thuisonderwijs. Zijn tweede naam, Sivan, gebruikt hij als zijn artiestennaam. Op 7 augustus 2013 maakte hij via een vlog op zijn YouTube-kanaal bekend dat hij homoseksueel is.

### Carrière

#### Muziek
Sivan begon zijn muziekcarrière in 2006 door op te treden bij lokale televisiezenders in Perth, waaronder TVW van Seven Network, om geld in te zamelen. Tijdens een optreden in 2006 zong hij een duet met Australian Idol-winnaar Guy Sebastian.
In februari 2008 bracht Sivan zijn debuut-ep Dare to Dream uit, met vijf nummers. Zijn tweede ep, June Haverly, verscheen op 10 september 2012. Op 15 augustus 2014 kwam zijn derde ep uit: TRXYE. Deze ep werd nummer 1 in meer dan 60 landen op iTunes, waaronder in Australië, de Verenigde Staten en het Verenigd Koninkrijk. Op 4 september 2015 bracht hij de ep Wild uit, die in de voorverkoop op nummer 1 stond in meer dan 40 landen op iTunes.
Sivan's debuutalbum, Blue neighbourhood, werd uitgebracht in december 2015. Het album omvatte zijn minialbum Wild en tien andere nummers. Het album behaalde succes in de top 10 in verschillende landen, waaronder Australië, Nieuw-Zeeland en de Verenigde Staten. Zijn single Youth was wereldwijd een hit. In de zomer van 2017 scoorde Sivan zijn eerste hit in Nederland met There for you, een samenwerking met Martin Garrix.
Op 31 augustus 2018 verscheen Sivan's tweede album, Bloom, dat volledig is opgedragen aan zijn liefdespartner Jacob Bixenman.

#### Acteren
Sivan's acteercarrière begon in 2007 toen hij de rol van Oliver Twist speelde in de musical Oliver!, opgevoerd in de Regal Theatre in Perth. In februari 2008 werd Sivan gecast als de jonge Wolverine James Howlett in X-Men Origins: Wolverine. Hij kreeg de rol nadat een Hollywood-agent zijn aandacht werd getrokken door video's op YouTube, en Sivan vervolgens contacteerde. In juli 2009 werd Sivan na een succesvolle auditie geselecteerd voor de rol van Spud in de film Spud. De opnames werden gehouden in Zuid-Afrika van medio februari tot eind april 2010. Sivan verscheen ook in het tweede en derde deel van de serie.

## Filmografie
- X-Men Origins: Wolverine (2009) als de jonge James Howlett
- Betrand the Terrible (2010) als Ace
- Spud (2010) als Spud
- Spud 2: The Madness Continues (2013) als Spud
- Spud 3: Learning To Fly (2014) als Spud
- Boy Erased (2018) als Gary
- Three Months (2022) als Caleb
- Trolls Band Together (2023) als Floyd (stem)

## Discografie

### Albums
| Album met eventuele hitnotering(en) in de Nederlandse Album Top 100 | Datum van verschijnen | Datum van binnenkomst | Hoogste positie | Aantal weken | Opmerkingen |
| ------------------------------------------------------------------- | --------------------- | --------------------- | --------------- | ------------ | ----------- |
| Blue Neighbourhood                                                  | 04-12-2015            | 12-12-2015            | 25              | 17           |             |
| Bloom                                                               | 31-08-2018            | 08-09-2018            | 16              | 4            |             |
| In a Dream                                                          | 21-08-2020            | 48                    | 1               |              |             |
| Something to Give Each Other                                        | 13-10-2023            | 21-10-2023            | 3               | 4            |             |

| Album met hitnotering(en) in de Vlaamse Ultratop 200 albums | Datum van verschijnen | Datum van binnenkomst | Hoogste positie | Aantal weken | Opmerkingen |
| ----------------------------------------------------------- | --------------------- | --------------------- | --------------- | ------------ | ----------- |
| Blue Neighbourhood                                          | 2015                  | 12-12-2015            | 20              | 17           |             |
| Bloom                                                       | 2018                  | 08-09-2018            | 10              | 13           |             |
| In a Dream                                                  | 21-08-2020            | 97                    | 1               |              |             |
| Something to Give Each Other                                | 13-10-2023            | 21-10-2023            | 7               | 4            |             |

### Singles
| Single met eventuele hitnotering(en) in de Nederlandse Top 40 | Datum van verschijnen | Datum van binnenkomst | Hoogste positie | Aantal weken | Opmerkingen                                     |
| ------------------------------------------------------------- | --------------------- | --------------------- | --------------- | ------------ | ----------------------------------------------- |
| Happy Little Pill                                             | 25-07-2014            | 09-08-2014            | tip13           | -            | 3FM Megahit / Nr. 85 in Single Top 100          |
| Youth                                                         | 2015                  | 19-03-2016            | tip7            | -            | Nr. 78 in de Single Top 100                     |
| There for You                                                 | 2017                  | 10-06-2017            | 11              | 17           | met Martin Garrix / Nr. 12 in de Single Top 100 |
| My My My!                                                     | 10-01-2018            | -                     |                 |              | Nr. 79 in de Single Top 100                     |
| Dance to This                                                 | 2018                  | 23-06-2018            | tip20           | -            | met Ariana Grande                               |
| 1999                                                          | 2018                  | 13-10-2018            | tip14           | -            | met Charli XCX                                  |
| I'm So Tired...                                               | 2019                  | 16-02-2019            | tip2            | -            | met Lauv / Nr. 63 in de Single Top 100          |
| You                                                           | 2021                  | 17-04-2021            | 17              | 9*           | Alarmschijf met Regard & Tate McRae             |
| Rush                                                          | 2023                  | 18-08-2023            | 30              | 7            |                                                 |
| One of Your Girls                                             | 2023                  | 13-10-2023            | -               | -            | Nr. 45 in de Single Top 100                     |

| Single met hitnotering(en) in de Vlaamse Ultratop 50 | Datum van verschijnen | Datum van binnenkomst | Hoogste positie | Aantal weken | Opmerkingen              |
| ---------------------------------------------------- | --------------------- | --------------------- | --------------- | ------------ | ------------------------ |
| Happy Little pill                                    | 2014                  | 16-08-2014            | tip45           | -            |                          |
| Youth                                                | 2015                  | 23-01-2016            | 32              | 13           |                          |
| Talk Me Down                                         | 2016                  | 30-04-2016            | tip21           | -            |                          |
| Wild                                                 | 2016                  | 16-07-2016            | tip12           | -            | met Alessia Cara         |
| There for You                                        | 2017                  | 10-06-2017            | 19              | 20           | met Martin Garrix        |
| My My My!                                            | 2018                  | 20-01-2018            | tip1            | -            |                          |
| Dance to This                                        | 2018                  | 23-06-2018            | tip32           | -            | met Ariana Grande        |
| Animal                                               | 2018                  | 25-08-2018            | tip             | -            |                          |
| 1999                                                 | 2018                  | 27-10-2018            | tip32           | -            | met Charli XCX           |
| Lucky Strike                                         | 2019                  | 26-01-2019            | tip             | -            |                          |
| I'm So Tired                                         | 2019                  | 04-05-2019            | 37              | 9            | met Lauv                 |
| Glittery                                             | 2019                  | 28-12-2019            | tip             | -            | met Kacey Musgraves      |
| You                                                  | 2021                  | 24-07-2021            | 50              | 1            | met Regard & Tate McCrae |

## Prijzen
| Jaar | Nominatie                            | Prijs                                           | Resultaat   |
| ---- | ------------------------------------ | ----------------------------------------------- | ----------- |
| 2014 | Troye Sivan                          | Teen Choice Award voor Choice Web Star: Male    | Genomineerd |
| 2014 | "The Boyfriend Tag" met Tyler Oakley | Teen Choice Award voor Choice Web Collaboration | Gewonnen    |
| 2017 | Troye Sivan                          | GLAAD Vanguard Award                            | Gewonnen    |